# Springleaf
Springleaf est une entreprise financière américaine spécialisée dans les crédits hypothécaires.

## Histoire
En mars 2015, Citigroup vend sa filiale OneMain Financial spécialisée dans les crédits hypothécaires pour 4,25 milliards de dollars à Springleaf,.